# McFarlan Motor Car Company

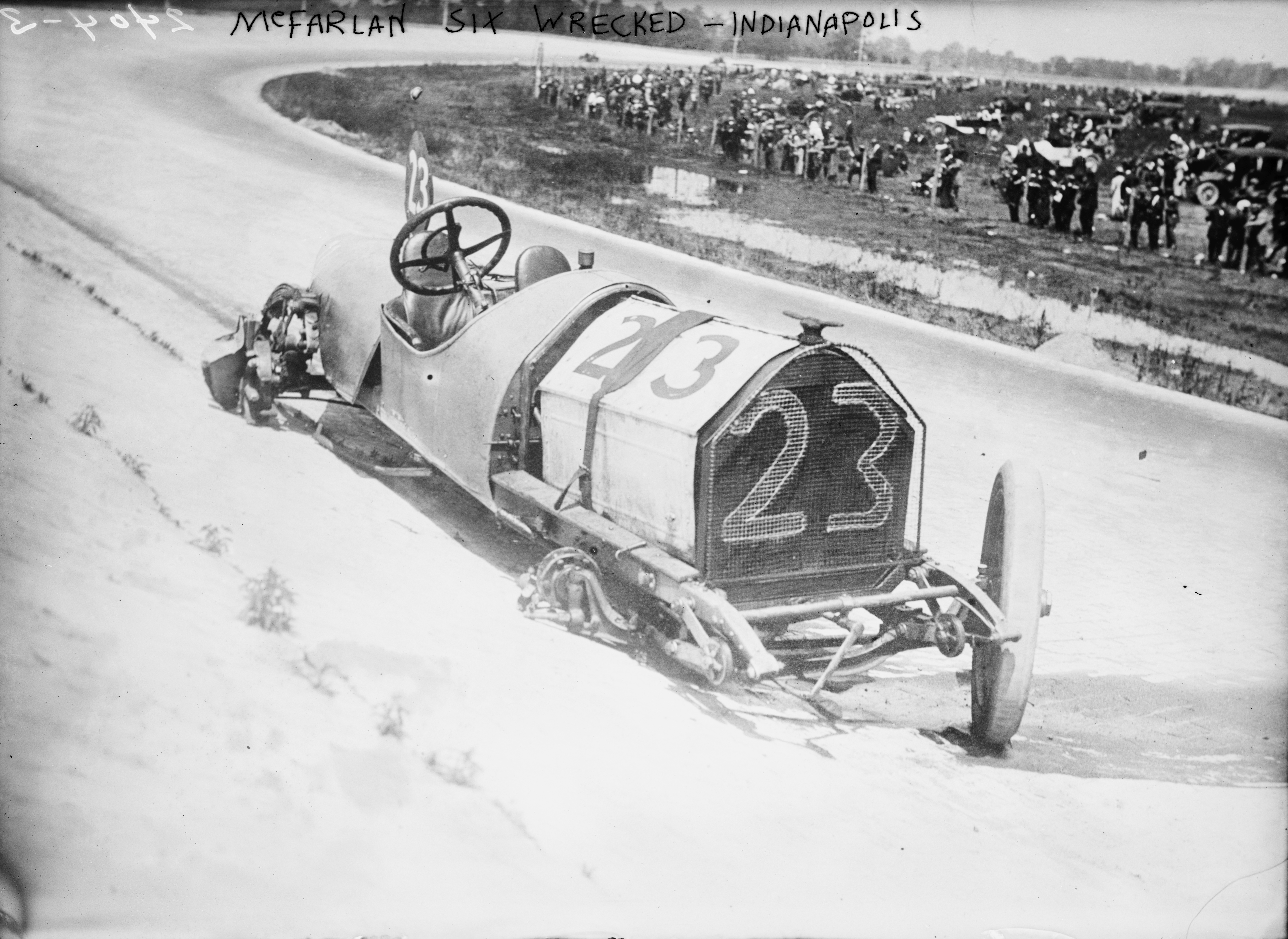
Rennwagen von McFarlan

McFarlan Motor Car Company, vorher McFarlan Carriage Company, war ein US-amerikanischer Hersteller von Fahrzeugen.

## Unternehmensgeschichte
John B. McFarlan gründete 1856 die McFarlan Carriage Company zur Kutschenherstellung. Der Sitz war in Connersville in Indiana. Sein Enkel Harry begann 1909 mit der Entwicklung eines Automobils. Es wurde Ende 1909 auf dem Markt eingeführt. Der Markenname lautete McFarlan. 1913 erfolgte die Umfirmierung in McFarlan Motor Car Company.
1924 wurde Harry McFarlan krank. Der langjährige Partner Burton Barrows leitete nun das Unternehmen. 1928 starb er unerwartet. Damit endete die Produktion. Insgesamt entstanden 3639 Kraftfahrzeuge. Mehr als 20 Fahrzeuge existieren noch.
Später im gleichen Jahr übernahm Errett Lobban Cord die Vermögenswerte, Einrichtungen und das Händlernetz. Er gründete 1929 die Cord Corporation.

## Fahrzeuge
Die meisten Fahrzeuge hatten Sechszylindermotoren. Sie kamen zunächst von der Wisconsin Motor Manufacturing Company, Buda, der Brownell Motor Company, der Continental Motors Company und ab 1916 von Teetor-Hartley.
Die Fahrzeuge hatten verschiedene Aufbauten wie Tourenwagen, Baby Tonneau, Roadster, Runabout, Torpedo, Coupé, Limousine, Speedster, Submarine, Touren-Roadster, Semi-Tourenwagen, Sedan, Town Car, Berline, Landaulet, Pasadena, Knickerbocker Cabriolet, Philadelphia Berline, Continental Landaulet, Country Club Coach, Destroyer, Sport, V Front Sedan, Sport Sedan, Destroyer Tourenwagen, Sloping Vee Sedan, Straight Front Sedan, Touren-Sedan, Landau, Suburban Sedan, Suburban, Cabriolet, Coach Brougham, Sport Tourenwagen, Brougham, Coach und Sport Phaeton. Eine Aufstellung, welche Karosserien in welchem Jahr für welches Modell angeboten wurden, findet sich in der folgenden Tabelle.
Im Modelljahr 1910 gab es nur den 35/40 HP. Sein Motor war mit 35/40 PS angegeben. Das Fahrgestell hatte 305 cm Radstand.
1911 wurde daraus das Model 35-40. Dazu kam das Model 50-60. Sein Motor war mit 50/60 PS angegeben. Der Radstand betrug 325 cm.
1912 gab es das Model 40-45 mit 315 cm Radstand und das Model 55-60 mit 325 cm Radstand. Die Modellbezeichnungen waren wieder ein Hinweis auf die Motorleistung.
1913 standen drei Modelle im Sortiment. 57 HP und 63 HP hatten den kurzen Radstand von 315 cm und 66 HP den langen Radstand von 325 cm.
1914 erschien der Series T. Der Motor war nun mit 38,4 PS angegeben. Der Radstand war auf 335 cm verlängert worden.
1915 blieb dieses Modell unverändert. Dazu kam der Series X. Sein Motor war mit 48,6 PS angegeben. Der Radstand betrug ebenfalls 335 cm.
1916 war die einzige bekannte Änderung, das für den Series T 38 PS angegeben waren.
1917 bestand das Angebot aus Type 127 und Type 135, wobei das letztgenannte Modell teurer war. Der Motor war mit 48,6 PS angegeben. Der Radstand betrug 345 cm.
1918 blieb der Type 127 im Sortiment. Das teurere Modell wurde nun Type 138 genannt.
Für 1919 sind keine Änderungen überliefert.
1920 erschien das Model 90. Der Motor leistete 80 PS. Der Radstand blieb bei 345 cm.
1921 kam der neu entwickelte Twin-Valve Six auf den Markt. Er hatte einen selbst hergestellten Motor mit drei Zündkerzen pro Zylinder. Die Motorleistung war mit 120 PS angegeben. Der Radstand betrug 356 cm.
1922 gab es keine Änderungen.
1923 erhielt der Twin-Valve Six einen geringfügig längeren Radstand von 358 cm.
1924 war die Markteinführung des Single-Valve Six als billigeres Modell. Der Motor mit 75 PS kam von Wisconsin. Der Radstand betrug 356 cm. Dieses Modell konnte sich am Markt nicht durchsetzen. Für den Twin-Valve Six sind wieder 356 cm Radstand überliefert.
1925 blieben beide Modelle unverändert.
1926 wurde beim Single-Valve Six der Radstand auf 323 cm gekürzt. Im gleichen Jahr erschien als Ablösung der Line-8. Er hatte einen Achtzylinder-Reihenmotor von Lycoming mit 70 PS Leistung. Der Radstand betrug 333 cm. Der Twin-Valve Six blieb unverändert.
1927 wurde beim Achtzylindermodell die Leistung auf 79 PS gesteigert.
1928 gab es keine Änderungen mehr.
Außerdem entstanden drei Feuerwehrfahrzeuge für die lokale Feuerwehr und einige Leichenwagen.

## Motorsport
1910 nahmen zwei Fahrzeuge an Rennen auf dem Indianapolis Motor Speedway teil und erzielten gute Ergebnisse.

## Modellübersicht
| Jahr | Modell           | Zylinder | Leistung (PS) | Radstand (cm) | Aufbau |
| ---- | ---------------- | -------- | ------------- | ------------- | --- |
| 1910 | 35/40 HP         | 6        | 35/40         | 305           | Tourenwagen 5-sitzig, Baby Tonneau 4-sitzig, Roadster 2-sitzig und 3-sitzig |
| 1911 | Model 35-40      | 6        | 35/40         | 305           | Runabout 2-sitzig, Torpedo 4-sitzig, Tourenwagen 5-sitzig |
| 1911 | Model 50-60      | 6        | 50/60         | 325           | Tourenwagen 7-sitzig, Runabout 2-sitzig, Torpedo 4-sitzig |
| 1912 | Model 40-45      | 6        | 40/45         | 315           | Roadster 2-sitzig, Torpedo 4-sitzig, Tourenwagen 5-sitzig |
| 1912 | Model 55-60      | 6        | 55/60         | 325           | Roadster 2-sitzig, Torpedo 4-sitzig, Tourenwagen 5-sitzig und 7-sitzig |
| 1913 | 57 HP            | 6        | 57            | 315           | Roadster 4-sitzig und 5-sitzig, Coupé 2-sitzig und 3-sitzig |
| 1913 | 63 HP            | 6        | 63            | 315           | Roadster 4-sitzig und 5-sitzig, Tourenwagen 6-sitzig, Coupé 2-sitzig und 3-sitzig, Limousine 7-sitzig |
| 1913 | 66 HP            | 6        | 66            | 325           | Speedster 4-sitzig und 5-sitzig und 6-sitzig, Limousine 7-sitzig |
| 1914 | Series T         | 6        | 38,4          | 335           | Tourenwagen 4-sitzig und 5-sitzig und 6-sitzig und 7-sitzig, Roadster 2-sitzig, Coupé 4-sitzig, Limousine 7-sitzig |
| 1915 | Series T         | 6        | 38,4          | 335           | Tourenwagen 4-sitzig und 5-sitzig und 6-sitzig und 7-sitzig, Roadster 2-sitzig, Coupé 4-sitzig, Limousine 7-sitzig |
| 1915 | Series X         | 6        | 48,6          | 335           | Tourenwagen 5-sitzig und 7-sitzig, Roadster 2-sitzig |
| 1916 | Series T         | 6        | 38            | 335           | Tourenwagen, Roadster, Submarine |
| 1916 | Series X         | 6        | 48,6          | 335           | Tourenwagen 6-sitzig und 7-sitzig, Touren-Roadster, Submarine 4-sitzig, Semi-Tourenwagen, Sedan 6-sitzig, Town Car, Coupé, Berline, Limousine, Landaulet                                                                                 |
| 1917 | Type 127         | 6        | 48,6          | 345           | Tourenwagen 6-sitzig und 7-sitzig, Roadster, Submarine, Pasadena 5-sitzig |
| 1917 | Type 135         | 6        | 48,6          | 345           | Sedan 5-sitzig und 7-sitzig, Town Car, Knickerbocker Cabriolet, Philadelphia Berline, Limousine, Continental Landaulet, Country Club Coach                                                                                               |
| 1918 | Type 127         | 6        | 48,6          | 345           | Tourenwagen 6-sitzig und 7-sitzig, Roadster 2-sitzig und 4-sitzig, Destroyer 4-sitzig, Sport 5-sitzig |
| 1918 | Type 138         | 6        | 48,6          | 345           | Limousine, Town Car, Knickerbocker Cabriolet, Philadelphia Berline, V Front Sedan, Continental Landaulet |
| 1919 | Type 127         | 6        | 48,6          | 345           | Tourenwagen 6-sitzig und 7-sitzig, Roadster 2-sitzig und 4-sitzig, Destroyer 4-sitzig, Sport 5-sitzig |
| 1919 | Type 138         | 6        | 48,6          | 345           | Limousine 7-sitzig, Town Car, Knickerbocker Cabriolet, Philadelphia Berline, V Front Sedan, Continental Landaulet, Sport Sedan |
| 1920 | Model 90         | 6        | 80            | 345           | Destroyer Tourenwagen 4-sitzig, Tourenwagen 4-sitzig und 7-sitzig, Town Car, Sport 4-sitzig, Roadster 2-sitzig, Sport Sedan, Knickerbocker Cabriolet 7-sitzig, Sloping Vee Sedan, Straight Front Sedan, Limousine, Continental Landaulet |
| 1921 | Twin-Valve Six   | 6        | 120           | 356           | Tourenwagen 7-sitzig, Roadster 2-sitzig, Sport 4-sitzig, Touren-Sedan 7-sitzig, Town Car 7-sitzig, Coupé 4-sitzig, Sedan 5-sitzig, Limousine 7-sitzig, Sedan 5-sitzig, Landau 5-sitzig, Knickerbocker Cabriolet 7-sitzig                 |
| 1922 | Twin-Valve Six   | 6        | 120           | 356           | Tourenwagen 7-sitzig, Sport 4-sitzig, Roadster 2-sitzig, Sport Sedan 4-sitzig, Touren-Sedan 7-sitzig, Limousine, Suburban Sedan, Continental Landaulet, Town Car, Coupé, Knickerbocker Cabriolet 7-sitzig                                |
| 1923 | Twin-Valve Six   | 6        | 120           | 358           | Tourenwagen 7-sitzig, Roadster 2-sitzig, Sport 4-sitzig, Suburban 7-sitzig, Touren-Sedan 7-sitzig, Sport Sedan 4-sitzig, Cabriolet 7-sitzig                                                                                              |
| 1924 | Single-Valve Six | 6        | 75            | 356           | Roadster 2-sitzig, Tourenwagen 5-sitzig, Coupé 4-sitzig, Sedan 5-sitzig und 6-sitzig, Limousine 7-sitzig, Town Car 7-sitzig |
| 1924 | Twin-Valve Six   | 6        | 120           | 356           | Roadster 2-sitzig, Sport 4-sitzig, Tourenwagen 7-sitzig, Sport Sedan 5-sitzig, Coupé, Touren-Sedan 4-sitzig und 6-sitzig und 7-sitzig, Limousine, Suburban Sedan, Knickerbocker Cabriolet 7-sitzig                                       |
| 1925 | Single-Valve Six | 6        | 75            | 356           | Roadster 2-sitzig, Tourenwagen 5-sitzig und 7-sitzig, Coupé 4-sitzig, Sedan 5-sitzig und 6-sitzig und 7-sitzig, Limousine 7-sitzig, Brougham 5-sitzig, Coach Brougham 5-sitzig, Suburban Sedan 5-sitzig, Town Car 7-sitzig               |
| 1925 | Twin-Valve Six   | 6        | 120           | 356           | Roadster 2-sitzig, Sport Tourenwagen 4-sitzig, Tourenwagen 7-sitzig, Coupé 4-sitzig, Touren-Sedan 4-sitzig und 6-sitzig, Sedan 5-sitzig und 7-sitzig, Limousine 7-sitzig, Town Car 7-sitzig                                              |
| 1926 | Line-8           | 8        | 70            | 333           | Roadster 2-sitzig, Tourenwagen 5-sitzig und 7-sitzig, Brougham 5-sitzig, Sedan 5-sitzig und 7-sitzig, Coupé 4-sitzig, Coach 5-sitzig, Suburban Sedan 7-sitzig                                                                            |
| 1926 | Single-Valve Six | 6        | 75            | 323           | Roadster 2-sitzig, Tourenwagen 5-sitzig und 7-sitzig, Brougham 5-sitzig, Sedan 5-sitzig und 7-sitzig, Coupé 4-sitzig, Coach 5-sitzig, Suburban Sedan 7-sitzig                                                                            |
| 1926 | Twin-Valve Six   | 6        | 120           | 356           | Roadster 4-sitzig, Sport Tourenwagen 5-sitzig, Tourenwagen 7-sitzig, Sedan 5-sitzig, Coupé 4-sitzig, Suburban Sedan 7-sitzig, Berline 7-sitzig, Town Car 7-sitzig                                                                        |
| 1927 | Line-8           | 8        | 79            | 333           | Roadster 2-sitzig, Tourenwagen 5-sitzig und 7-sitzig, Brougham 5-sitzig, Sedan 5-sitzig und 7-sitzig, Coupé 4-sitzig, Coach 5-sitzig, Suburban Sedan 7-sitzig                                                                            |
| 1927 | Twin-Valve Six   | 6        | 120           | 356           | Roadster 4-sitzig, Sport Tourenwagen 5-sitzig, Tourenwagen 7-sitzig, Sedan 5-sitzig, Coupé 4-sitzig, Suburban Sedan 7-sitzig, Berline 7-sitzig, Town Car 7-sitzig                                                                        |
| 1928 | Line-8           | 8        | 79            | 333           | Tourenwagen 5-sitzig und 7-sitzig, Roadster 4-sitzig, Sport Phaeton 4-sitzig, Sedan 5-sitzig und 7-sitzig, Coupé 3-sitzig und 5-sitzig, Brougham 4-sitzig, Suburban Sedan 5-sitzig und 7-sitzig, Town Car 4-sitzig                       |
| 1928 | Twin-Valve Six   | 6        | 120           | 356           | Town Car 4-sitzig und 6-sitzig, Sport Tourenwagen 5-sitzig, Tourenwagen 7-sitzig, Roadster 4-sitzig, Touren-Sedan 5-sitzig, Coupé 3-sitzig, Suburban Sedan 7-sitzig, Berline Sedan 7-sitzig                                              |

## Produktionszahlen
| Jahr  | Produktionszahl |
| ----- | --------------- |
| 1910  | 100             |
| 1911  | 100             |
| 1912  | 150             |
| 1913  | 175             |
| 1914  | 200             |
| 1915  | 200             |
| 1916  | 200             |
| 1917  | 176             |
| 1918  | 168             |
| 1919  | 193             |
| 1920  | 207             |
| 1921  | 217             |
| 1922  | 235             |
| 1923  | 263             |
| 1924  | 278             |
| 1925  | 262             |
| 1926  | 197             |
| 1927  | 143             |
| 1928  | 175             |
| Summe | 3639            |